# FS ALn 442/448
Die Triebwagen der Baureihen ALn 442 und  ALn 448, ursprünglich TEE 442 und 448, der italienischen Ferrovie dello Stato (FS) waren leichte Doppel-Dieseltriebwagen mit 90 Sitzplätzen, die von Breda für den Einsatz in Trans-Europ-Express-Zügen gebaut wurden. Die Züge werden in Italien oft als Binato Breda „Doppel-Breda“ bezeichnet, in (West-)Deutschland als Sputnik.

## Geschichte
1954 schlug der Direktor der niederländischen Eisenbahnen auf der Europäischen Reisezugfahrplankonferenz vor, neue schnelle Bahnverbindungen zwischen den europäischen Großstädten mit hohem Komfort einzurichten. Der Vorschlag fand große Zustimmung und 1957 wurden die ersten Trans-Europ-Express-Züge eingerichtet. Die FS beschaffte für die von ihr zu bedienenden Züge Mediolanum, Mont Cenis, Ligure und Lemano neun Dieseltriebwagen, die in den Jahren 1957 und 1958 geliefert wurden.
Die Züge konnten aber schon bald nicht mehr im internationalen Verkehr eingesetzt werden, weil sie – auch wenn sie in Doppeltraktion verkehrten – zu wenig Platz boten und aufgrund der fehlenden Klimaanlage im Sommer bei den Fahrgästen unbeliebt waren. Sie wurden deshalb 1972 durch lokbespannte Züge bzw. beim Mediolanum durch die DB-Baureihe VT 11.5 abgelöst.
Neu als ALn 442 und ALn 448 bezeichnet, fuhr ein Zug immer noch den nicht mehr als TEE geführt Mont Cenis, die restlichen Triebwagen wurden in Süditalien auf der Strecke Bari–Reggio Calabria eingesetzt. Mitte der 1970er Jahre kehrten die Züge nach Norditalien zurück und wurden den Depots in Pavia und Treviso zugeteilt, wo bis 1979 die ALn 442 zu ALn 460 umgebaut wurden. Die Züge verkehrten als Schnellzüge von Mailand und Venedig nach Calalzo di Cadore, leisteten aber auch Sonderzugdienste, bis sie Ende der 1990er Jahre abgestellt wurden.

## Technik
Die Triebwagen bestanden aus den beiden Hälften ALn 442 und ALn 448. Im ALn 442 waren 42 Sitzplätze 1. Klasse untergebracht, im ALn 448 deren 48. Die Sitzplätze waren in Großraumabteilen mit 1+2 Bestuhlung untergebracht. Der ALn 448 hatte zusätzlich hinter dem Führerstand ein Gepäckabteil, der ALn 442 eine gegen das Wagenende angeordnete Küche, in der die Gerichte für den Am-Platz-Service zubereitet wurden, sowie ein Abteil für die Zollbehörde, da die Zollkontrollen in den TEE-Zügen im fahrenden Zug stattfanden.
Ende der 1970er Jahre wurden die ALn 442 zu ALn 460 umgebaut. Für den Umbau wurden Küche und Abteil der Zollbehörde entfernt und zusätzliche Sitzplätze geschaffen, sodass es in diesem Teil des Doppeltriebwagens neu 60 Plätze gab und die ganze Komposition 108 Sitzplätze hatte.
Jeder Triebwagen war mit einem Unterflurmotor ausgerüstet, der das Enddrehgestell antrieb. Die Kraftübertragung erfolgte mechanisch über ein Wilson-Getriebe mit fünf Gängen.